# 十重田裕一
十重田 裕一（とえだ ひろかず、1964年 - ）は、日本の日本近代文学研究者。早稲田大学教授。

## 人物・来歴
東京都生まれ。1987年早大文学部日本文学卒、1993年同大学院博士課程中退。1991年早稲田大学助手、1993年大妻女子大学短期大学部専任講師、1998年早大文学部助教授、2002年教授。2010年「横光利一における大正・昭和期メディアと文学の研究」で早稲田大学より博士（文学）の学位を取得。2021年度『横光利一と近代メディア』でやまなし文学賞（評論部門）受賞。

## 著書
- 『「名作」はつくられる 川端康成とその作品』（日本放送出版協会、「NHKカルチャーラジオ 文学の世界」放送テキスト） 2009
- 『岩波茂雄 低く暮らし、高く想ふ』（ミネルヴァ書房、ミネルヴァ日本評伝選） 2013
- 『横光利一と近代メディア 震災から占領まで』（岩波書店） 2021.9
- 『川端康成 孤独を駆ける』（岩波新書） 2022.3

### 共編
- 『山田美妙『竪琴草紙』本文の研究』（山田俊治, 笹原宏之共編著、笠間書院、近代文学 - テクストの森） 2000
- 『南部修太郎三篇』（編、EDI叢書） 2005
- 『映画館』（編、ゆまに書房、コレクション・モダン都市文化19） 2006.5
- 「占領期雑誌資料大系 文学編」全5巻（山本武利編者代表、川崎賢子, 宗像和重共編、岩波書店） 2009 − 2010
第1巻『戦争と平和の境界 1945・8-1946・7』
第2巻『表現される戦争と占領 1946・8‐1947・7』
第3巻『破壊から再建へ 1947・8－1948・7』
第4巻『「戦後」的問題系と文学 1948・8-1949・12』
第5巻『占領期文学の多面性』
- 『横断する映画と文学』（編、森話社、日本映画史叢書） 2011.7
- 『日本語文章・文体・表現事典』（中村明, 佐久間まゆみ, 高崎みどり, 半沢幹一, 宗像和重共編、朝倉書店） 2011.6
- 『検閲・メディア・文学 江戸から戦後まで』（鈴木登美, 堀ひかり, 宗像和重共編、新曜社） 2012.3
- 『川端康成スタディーズ 21世紀に読み継ぐために』（坂井セシル, 紅野謙介, マイケル・ボーダッシュ, 和田博文共編、笠間書院） 2016.12
- 「岩波茂雄文集」全3巻（植田康夫, 紅野謙介共編、岩波書店） 2017
『岩波茂雄文集 第1巻 1898-1935年』
『岩波茂雄文集 第2巻 1936-1941年』
『岩波茂雄文集 第3巻 1942-1946年』
- 「東京百年物語」全3冊（ロバート・キャンベル, 宗像和重共編、岩波文庫） 2018
『東京百年物語1 一八六八～一九〇九』
『東京百年物語2 一九一〇～一九四〇』
『東京百年物語3 一九四一～一九六七』
- 『「言論統制」の近代を問いなおす 検閲が文学と出版にもたらしたもの』（金ヨンロン, 尾崎名津子共編、花鳥社） 2019.9

## 論文
- ＜十重田裕一